# Ponte a Signa
Ponte a Signa è una frazione del comune di Lastra a Signa in provincia di Firenze.
Si trova lungo il fiume Arno e prende il nome dall'omonimo ponte che collega Signa con Lastra a Signa. Si è sviluppato come piccolo porto fluviale e sede di un traghetto che permetteva l'attraversamento del fiume.
Nel territorio della frazione sfociano nell'Arno il torrente Borro Fontepatri e colle Alberti e il torrente Borro Rimaggio, che segna il confine fra questa frazione e il capoluogo comunale.
Attraverso la frazione passa la strada statale 67 Tosco Romagnola (via Livornese) e, sul Ponte Nuovo, la strada statale 325 di Val di Setta e Val di Bisenzio (via Ponte Nuovo).

## Storia
Nucleo originario del borgo è la pieve di San Martino a Gangalandi, che ricade amministrativamente nel perimentro della frazione pontigiana. La storia della pieve inoltre è all'origine della rivalità campanilistica tra pontigiani e signesi.

Le prime fonti della zona fluviale giungono nel 1252 quando i cistercensi della Badia a Settimo costruirono un molo per rifornire alcuni mulini in loro possesso presso il ponte, e nel 1254 dove sempre i monaci acquistano terreni, una pescaia e un porto presso il Rimaggio dalla famiglia dei Gangalandi, feudatari della zona.
Nelle Memorie di Pescia si narra di un ponte fatto costruire nel 1120 completamente di legno. Nel 1278 crollò, e interrotta la comunicazione fra la riva destra e quella sinistra, permise alla pieve di San Martino a Gangalandi di ottenere il fonte battesimale dall'arcidiocesi di Firenze, che fino a quell'anno non era stato concesso dato che era presente nella vicina pieve di Signa. Il documento della costruzione di un ponte di pietra sull'Arno arriva nel 1287, quando sullo stemma di Signa viene raffigurato un ponte a sette archi. Nel 1326 Castruccio Castracani prese il castello di Signa e distrusse il ponte, onde evitare che le forze fiorentine potessero avanzare dal fortilizio della Lastra alla riconquista della città oltrarno. Il Ponte a Signa venne ricostruito nel 1327, poi ci furono restauri nel XV secolo eliminando alcuni archi per permettere il passaggio a navicelli più grandi, e infine subì gli ultimi interventi nel 1822.
Inizialmente l'economia del borgo si basava sul commercio e sulla produzione dei cappelli di paglia vendendo e comprando nel vicino borgo Porto di Mezzo.
Intorno al 1360 Filippo Pandolfini comprò una vecchia torre posta a guardia dell'antico ponte e la trasformò nella sua residenza nel contado. Suo figlio Agnolo, amico di Cosimo il Vecchio e fine letterato, ospitò presso tale torre Pandolfini tra i tanti anche: Leon Battista Alberti (rettore di San Martino a Gangalandi tra il 1432 ed il 1472), Benedetto da Rovezzano, Papa Eugenio IV, Renato D'Angiò e Francesco Sforza.
Invece nel novembre del 1494 il re di Francia Carlo VIII sostò presso villa Pandolfini quando si apprestava ad entrare a Firenze. La villa fu costruita di fronte alla torre alla fine del XV secolo (1485-1488), su progetto attribuito a Desiderio da Settignano su commissione di Battista di Pandolfo Pandolfini.
Nel 1928, in pieno regime, venne completata la costruzione del palazzo dei Sindacati, la sede dei sindacati fascisti della zona.
l 3 agosto 1944 il vecchio ponte sull'Arno venne minato e fatto saltare in aria insieme agli altri ponti di Firenze dai tedeschi in ritirata. Venne poi ricostruito più a monte vicino alla vecchia collocazione dell'oratorio del Crocifisso di Sant'Anna, per permettere il passaggio automobilistico a costruzione completata nel 1948, e denominato Ponte Nuovo sull'Arno.

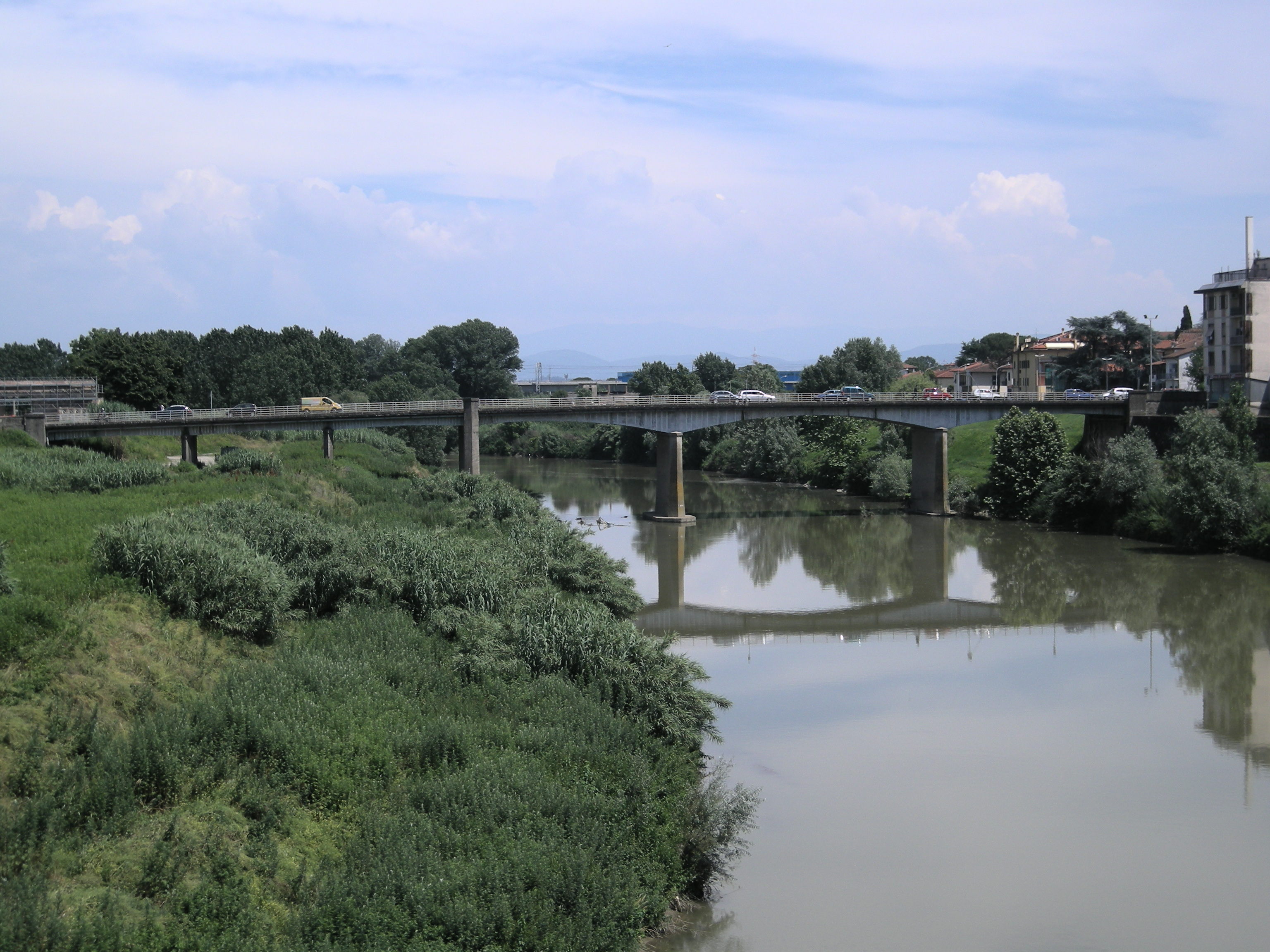
Il Ponte Nuovo sull'Arno del '48

La chiesa di Sant'Anna venne costruita dopo che l'antico oratorio, risalente al XIV-XV secolo, venne distrutto nel 1944 da bombardamenti durante la Seconda guerra mondiale. La nuova chiesa venne costruita nell'antica piazza del ponte. Il crocifisso, ora al suo interno, prima del 1930 era conservato nella pieve di San Martino a Gangalandi, nel 1945 era stato riportato nella pieve per alcuni restauri e quando la chiesa crollò non era al suo interno. Passata la seconda guerra mondiale venne trasportato all'interno della nuova chiesa costruita sostituendo le vecchie case distrutte nella guerra; fa parte della parrocchia di San Martino a Gangalandi.
La più grande realtà industriale nel periodo post-bellico fu sicuramente l'Alfa Columbus nel settore automobilistico.

## Infrastrutture e trasporti

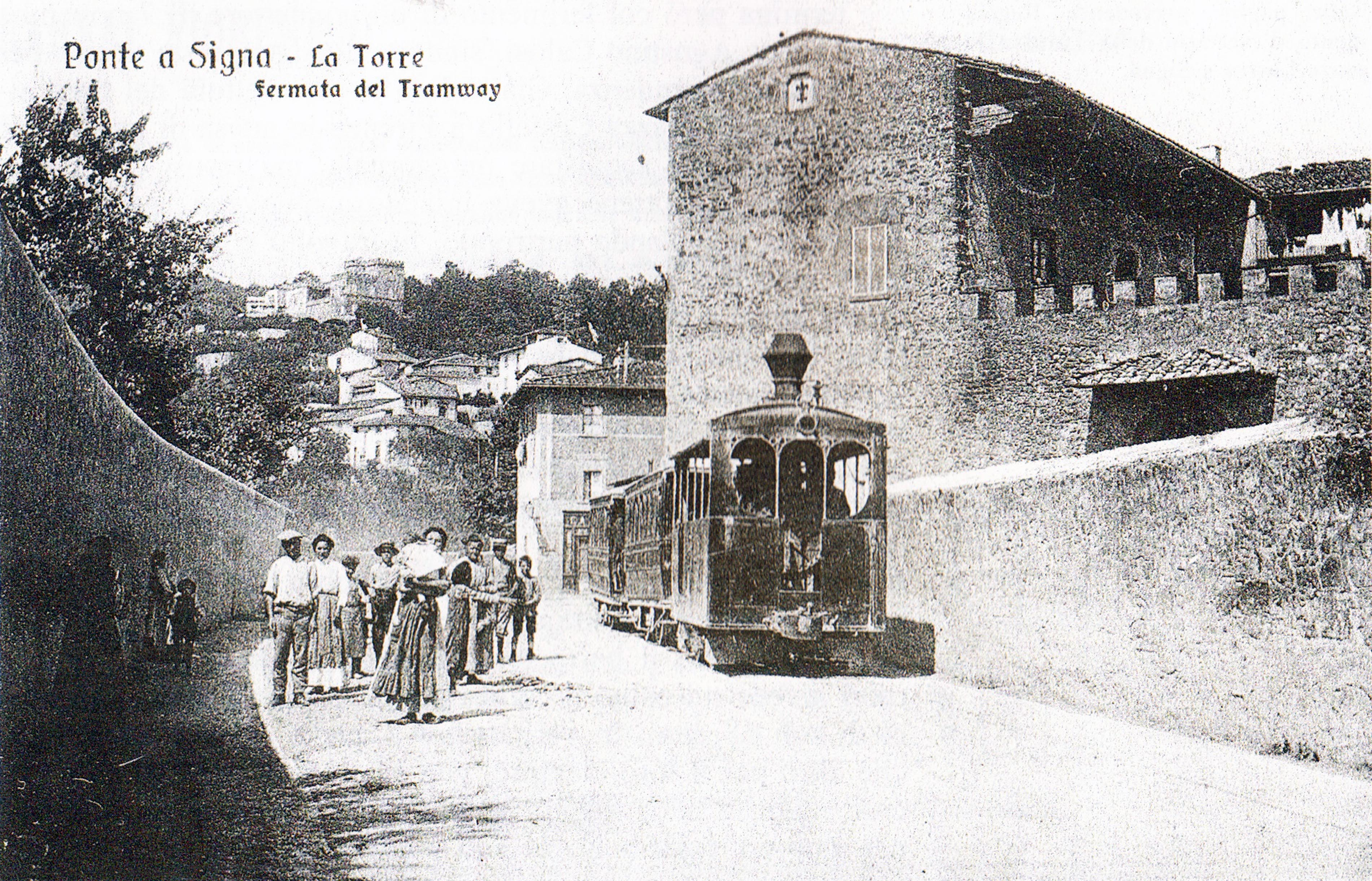
Locomotiva Henschel alla fermata di Ponte a Signa

- Fra il 1881 e il 1921 in città era presente una stazione della tranvia Firenze-Signa, che dal 1895 raggiunse Porto di Mezzo costituendo uno dei principali collegamenti con l'area occidentale della città. Presso torre Pandolfini era posta una fermata della linea.
- Fino alla costruzione della ferrovia Leopolda sulle sponde dell'Arno era allocato il Porto di Sotto uno dei tre porti di Lastra a Signa.

## Luoghi d'interesse

### Architetture religiose

#### Chiese

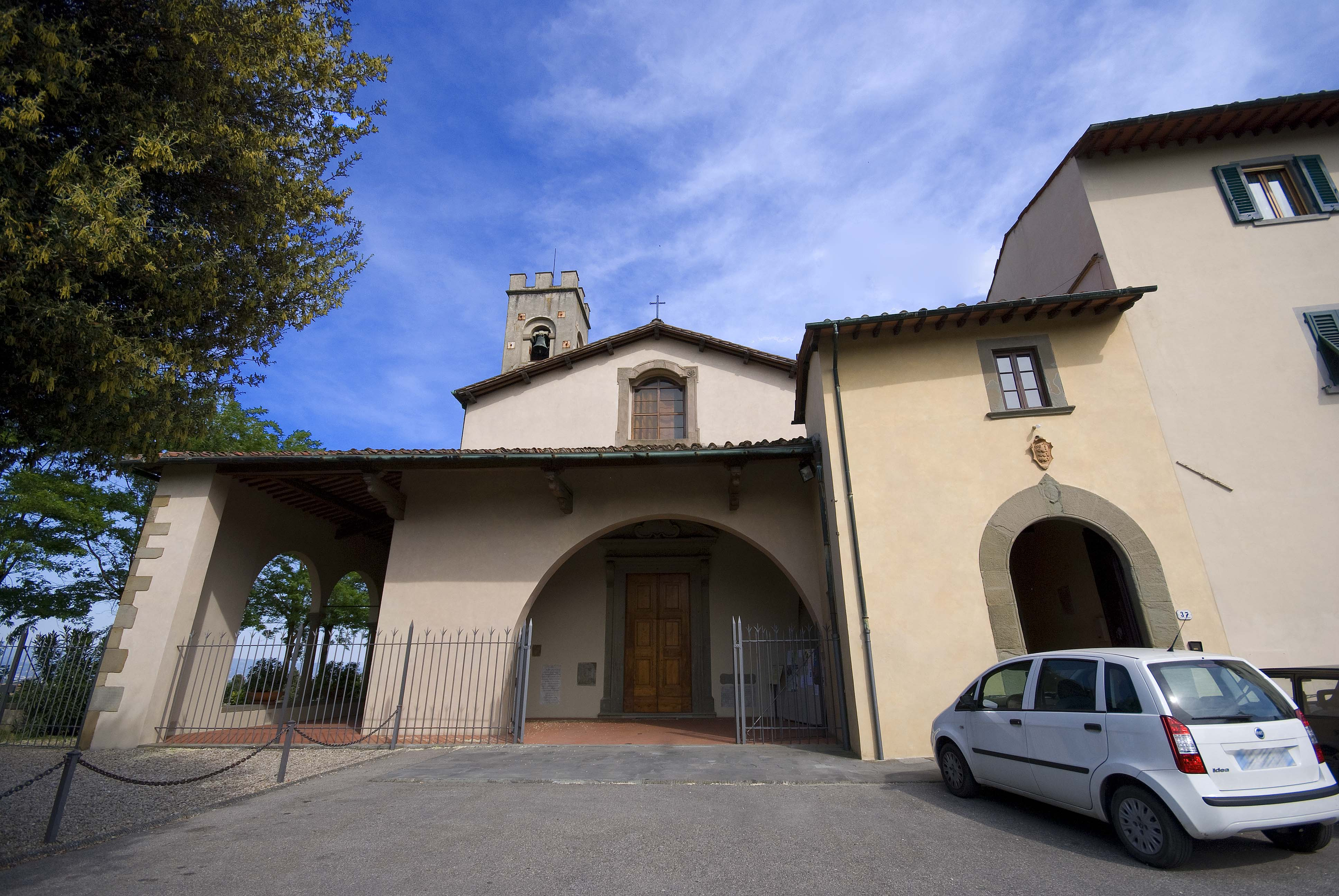
La pieve di San Martino a Gangalandi

- Pieve di San Martino a Gangalandi, la chiesa di maggiore rilevanza storica sul territorio lastrigiano.
- Chiesa di Santa Lucia a Monteorlando, la chiesa di un vecchio convento francescano situata sul monte Orlandi.
- Cappella della Madonna dei Dini, una piccola cappella commissionata dalla famiglia Dini presso San Martino a Gangalandi
- Chiesa di Sant'Anna, la moderna chiesa presso la passerella sull'Arno che ospita un Crocifisso proveniente dalla pieve di San Martino a Gangalandi

#### Oratori
- Oratorio della Compagnia della S.S. Annunziata

### Architetture civili

#### Ponti
- Ponte Nuovo sull'Arno, collega i comuni di Signa e Lastra a Signa, attestato fin dal 1120 ed è sempre stato l'unico ponte di una certa importanza tra Firenze ed Empoli.
- Passerella sull'Arno, ricostruita dopo la distruzione dell'antico Ponte a Signa avvenuta durante la seconda guerra mondiale.

#### Ville

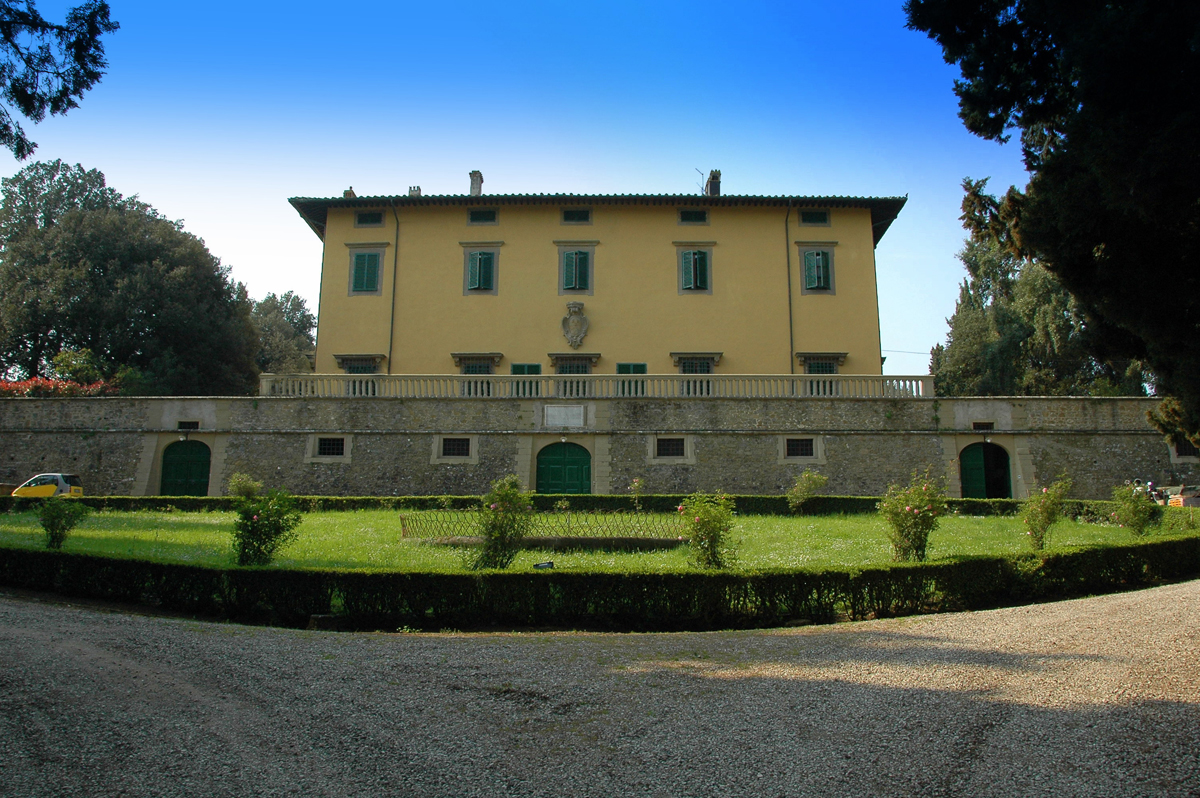
La facciata di villa Pandolfini

- Villa Pandolfini, costruita nel XV secolo da Desiderio da Settignano per volere di Battista di Pandolfo Pandolfini, vi soggiornò il re di Francia Carlo VIII.
- Villa Castelvecchio, fu abitata da Pasquale Benini, imprenditore lastrigiano fondatore del Nuovo Pignone.
- Villa Valdirose, a San Martino a Gangalandi

#### Torri
- Torre Pandolfini, casa-torre voluta da Filippo Pandolfini come residenza nel contado, luogo in cui suo figlio Agnolo, ospitò tanti personaggi di grande importanza nei suoi soggiorni.

#### Palazzi

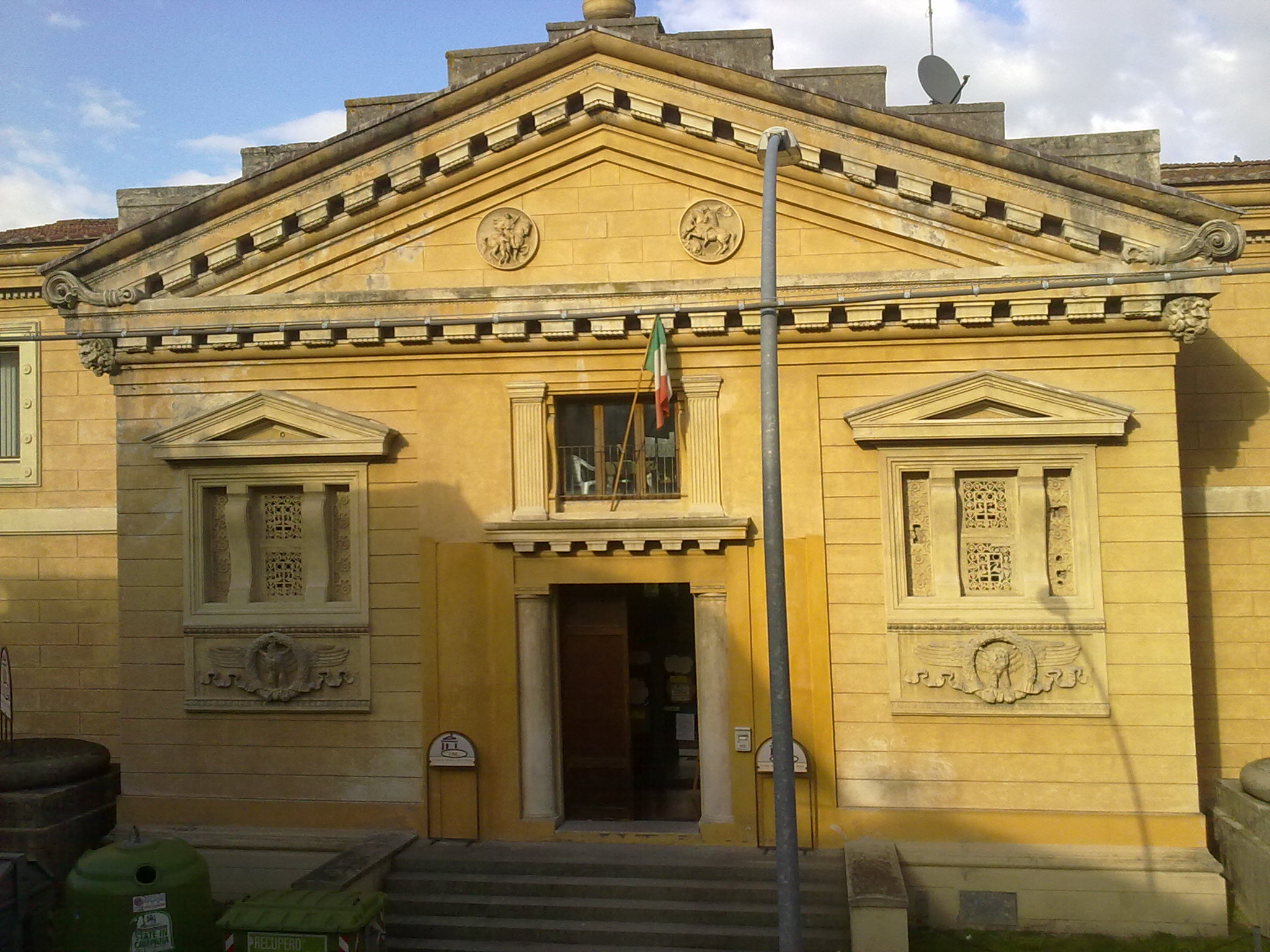
La facciata dei Sindacati

- Palazzo dei Sindacati, sede dei sindacati fascisti durante il regime in Italia.

#### Cimiteri
- Cimitero di San Martino a Gangalandi, posto sotto la pieve è stato inaugurato nel 1867.

#### Piazze
- Piazza Guido Andrei: sede del mercato del mercoledì, comprende una zona verde e un monumento ai caduti della frazione.
- Piazza del Berti: si apre sulla via Livornese presso il ponte all'intersezione con la strada statale 325 di Val di Setta e Val di Bisenzio.

### Architetture militari
- Castello di Monte Orlando, appartenuto alla famiglia Orlandi prima e ai Gangalandi poi.

## Cultura

### Musei

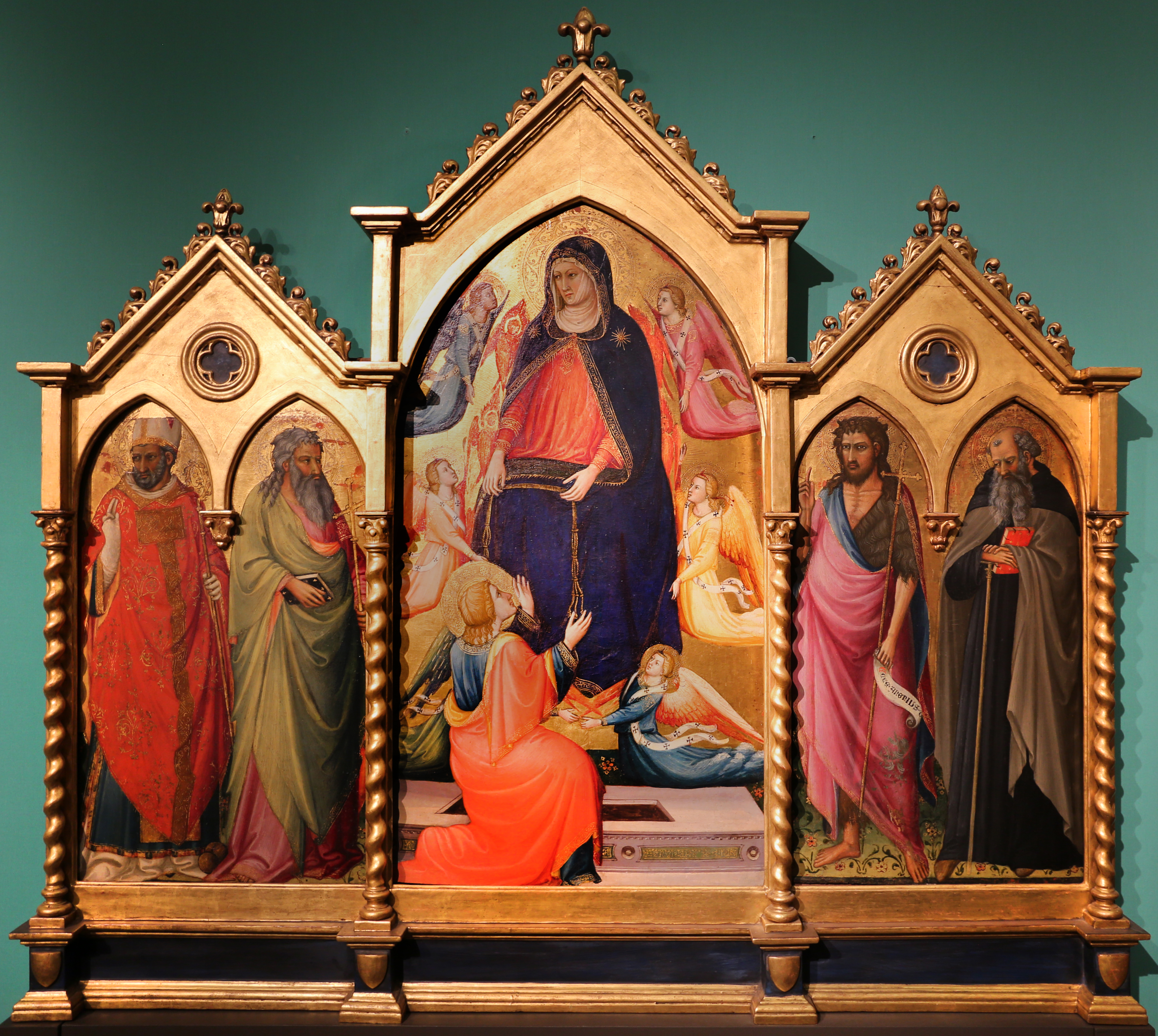
Il trittico di Bicci di Lorenzo nel museo

- Museo Vicariale di Arte Sacra di San Martino a Gangalandi: è stato il primo museo vicariale della Diocesi di Firenze. Il museo è formato maggiormente da dipinti, ma sono presenti anche opere di oreficeria come croci, calici, reliquiari, pianete e ulteriori oggetti provenienti, non solo dalla pieve, ma da tutto il  territorio lastrigiano.

## Industria

### Alfa Columbus

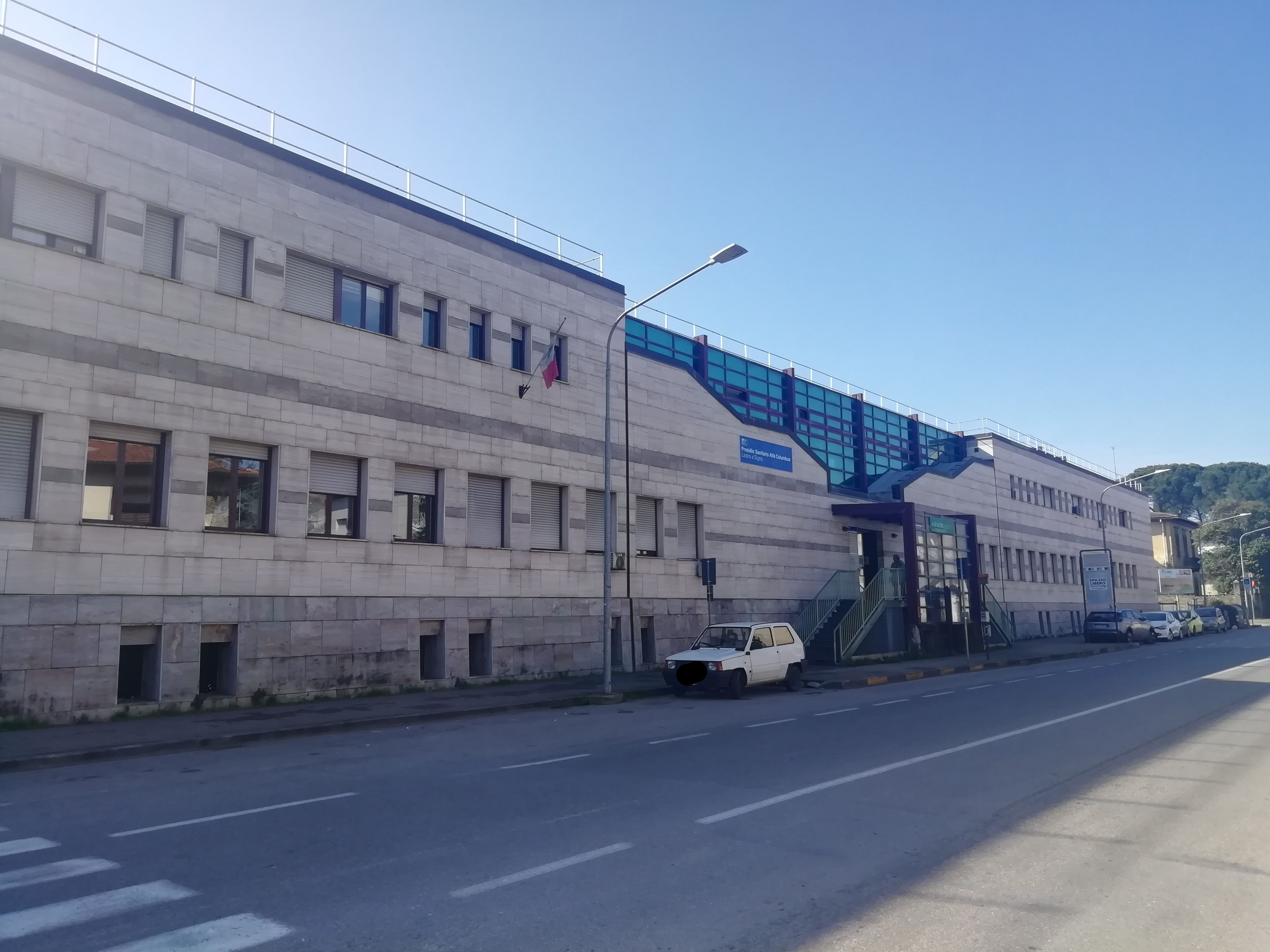
L'ex stabilimento Alfa Columbus

L'Alfa Columbus è stata una delle maggiori realtà industriali di Lastra a Signa: fabbrica nel corso degli anni di ceramiche, cappelli di paglia, caschi coloniali, e infine di gomma. È sede dell'ASL Alfa Columbus, distretto nº 8 Lastra a Signa, l'azienda sanitaria locale de Le Signe.

### Industria dei cappelli di paglia
L'industria dei cappelli di paglia di Firenze era il settore industriale predominante fin dall'inizio del XIX secolo come in tutto comune di Lastra a Signa.
Sebbeno non fosse il principale anche il Porto di Sotto presso il ponte fu uno scalo fluviale usato per il trasporto dei cappelli fino al porto di Livorno da cui poi raggiungevano i più grandi scali del mondo.
Legato al settore della produzione di cappelli di paglia troviamo anche l'imprenditore originario della frazione Pasquale Benini, fondatore dell'omonima fabbrica, che successivamente investirà nella fabbricazione e riparazione di macchine e strumenti per confezionare cappelli di paglia, e le potenzialità che il mercato offre per quanto riguarda oggetti di ferro fuso di seconda fusione. Convinto che il settore meriti investimenti ancora più importanti il 21 gennaio 1842 fonda quello che è successivamente diventato il Nuovo Pignone, una delle maggiori realtà industriali di Firenze, col nome di Fonderia di ferro di seconda fusione fuori la Porta S.Frediano presso il Pignone